# Paseo Sagrera

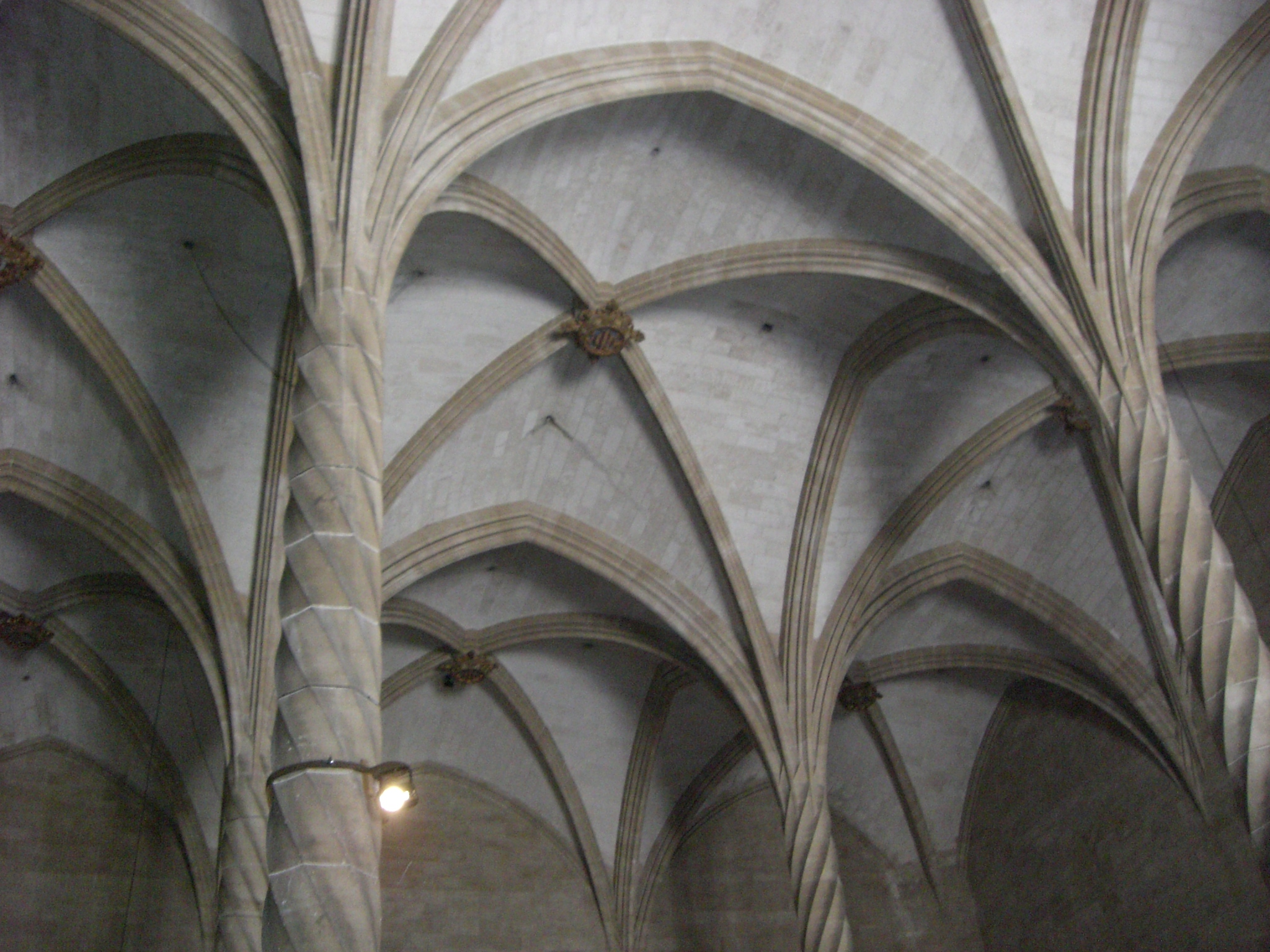
Interior de la lonja.

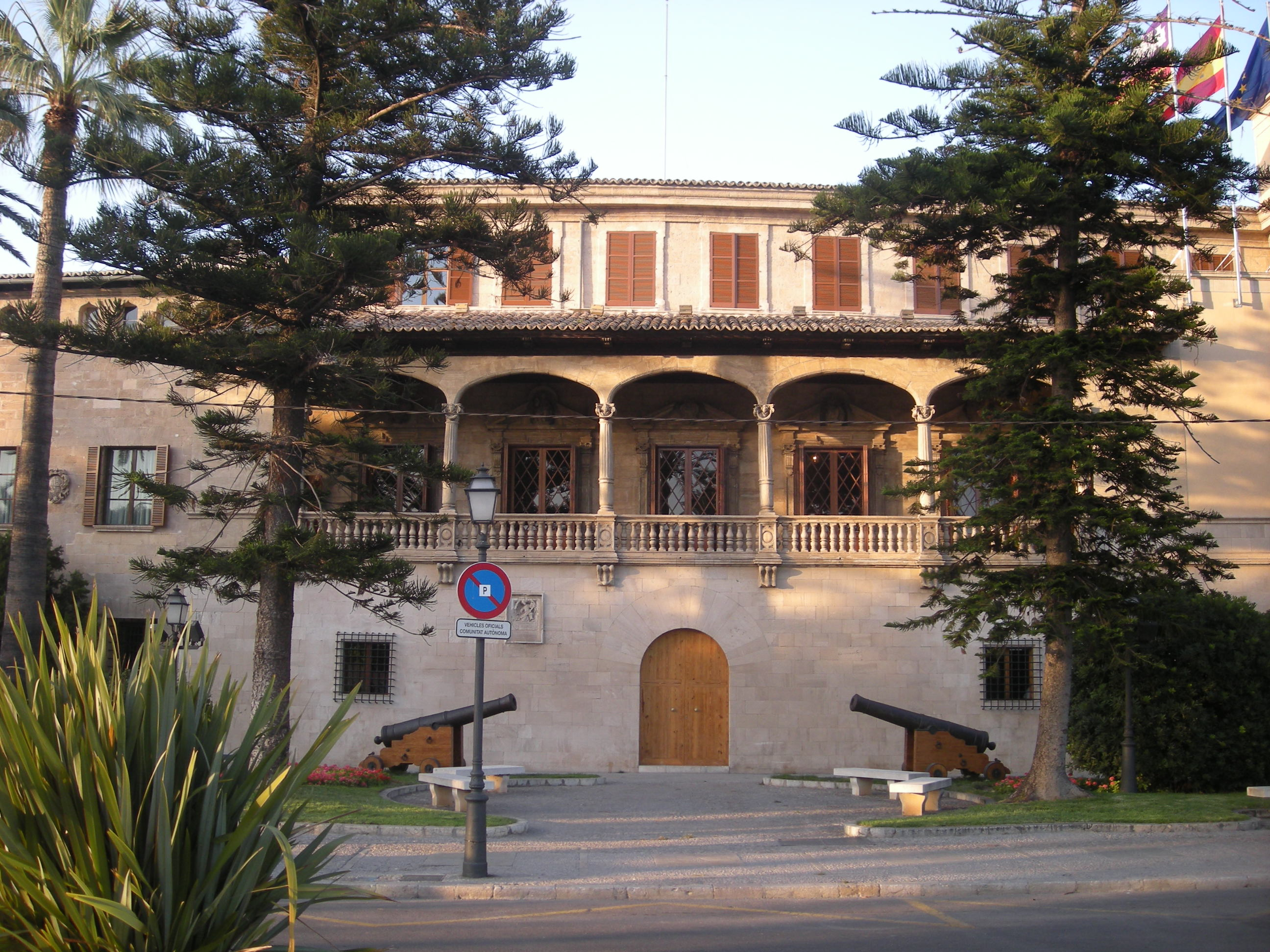
Consulado del Mar.

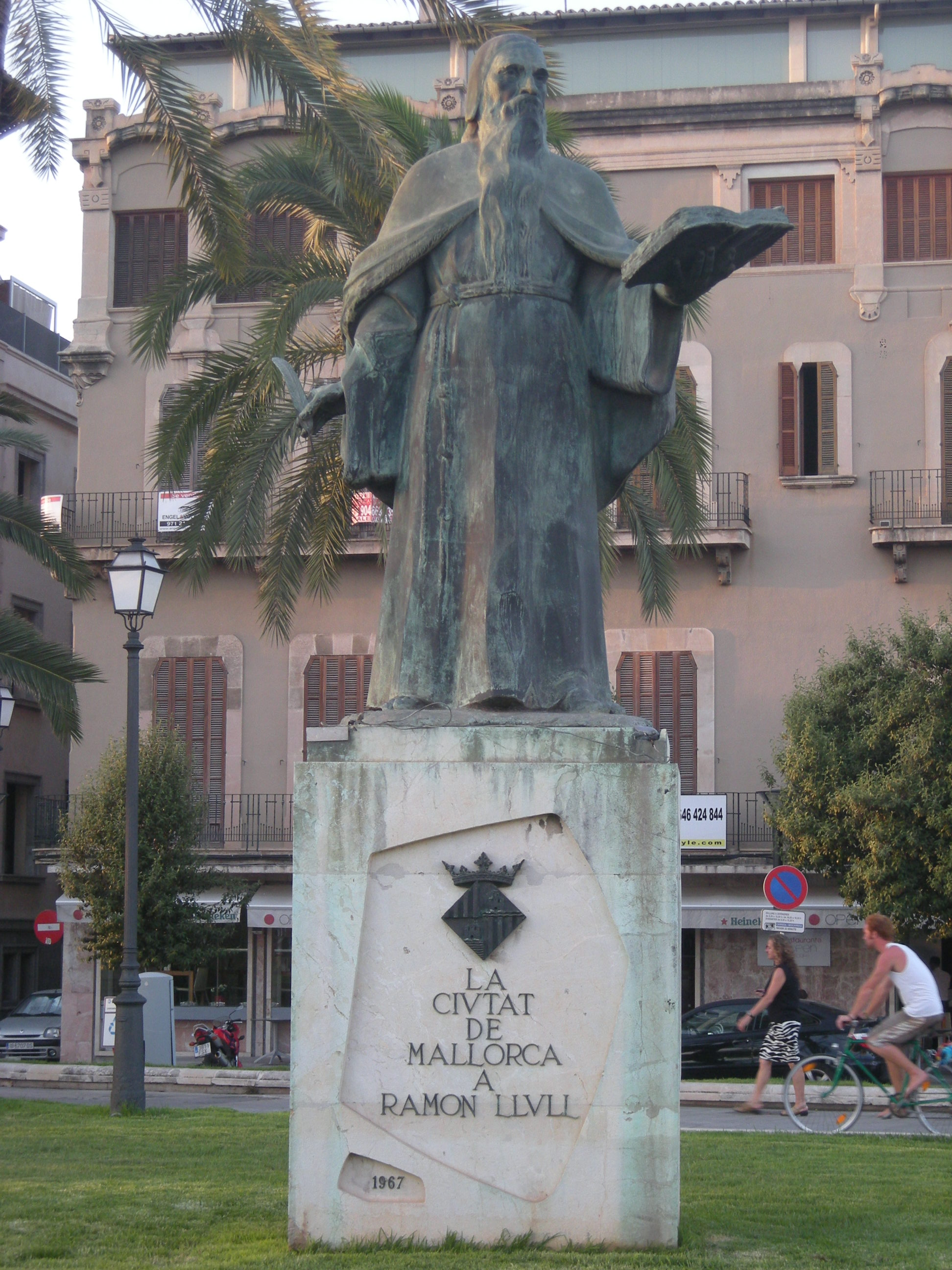
Ramon Llull (1967).

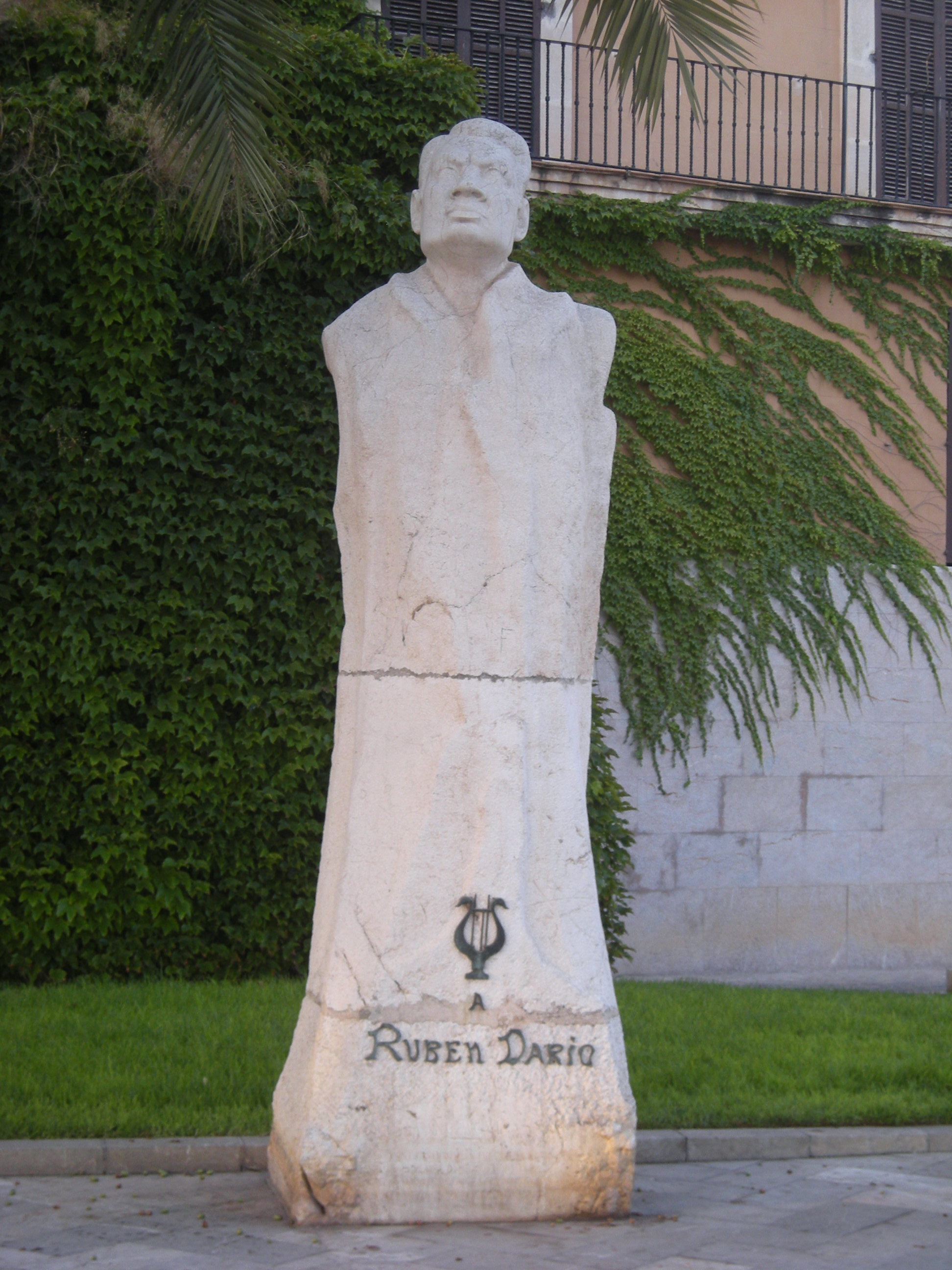
Rubén Darío (1951).

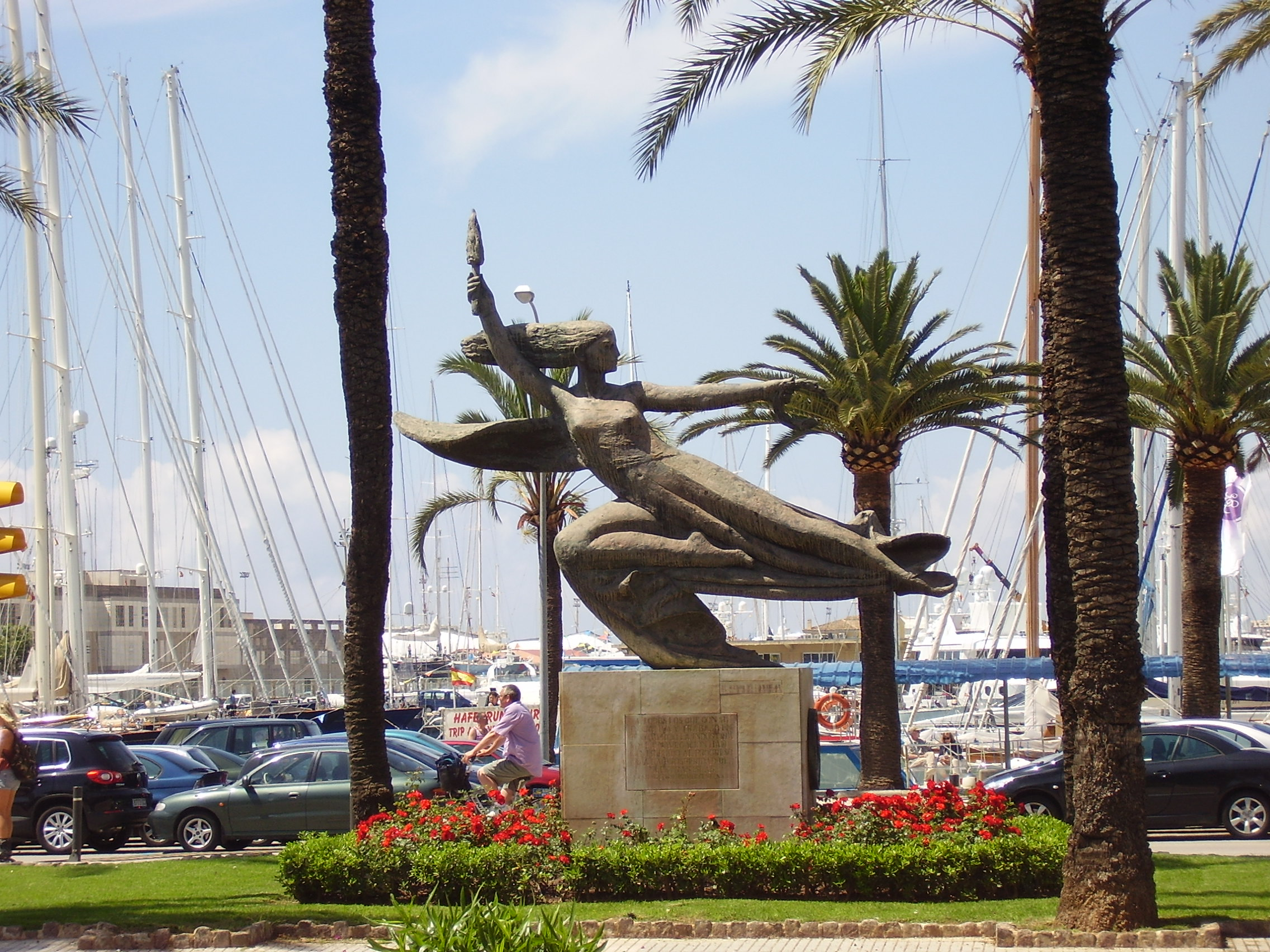
El Geni de les illes (1986).

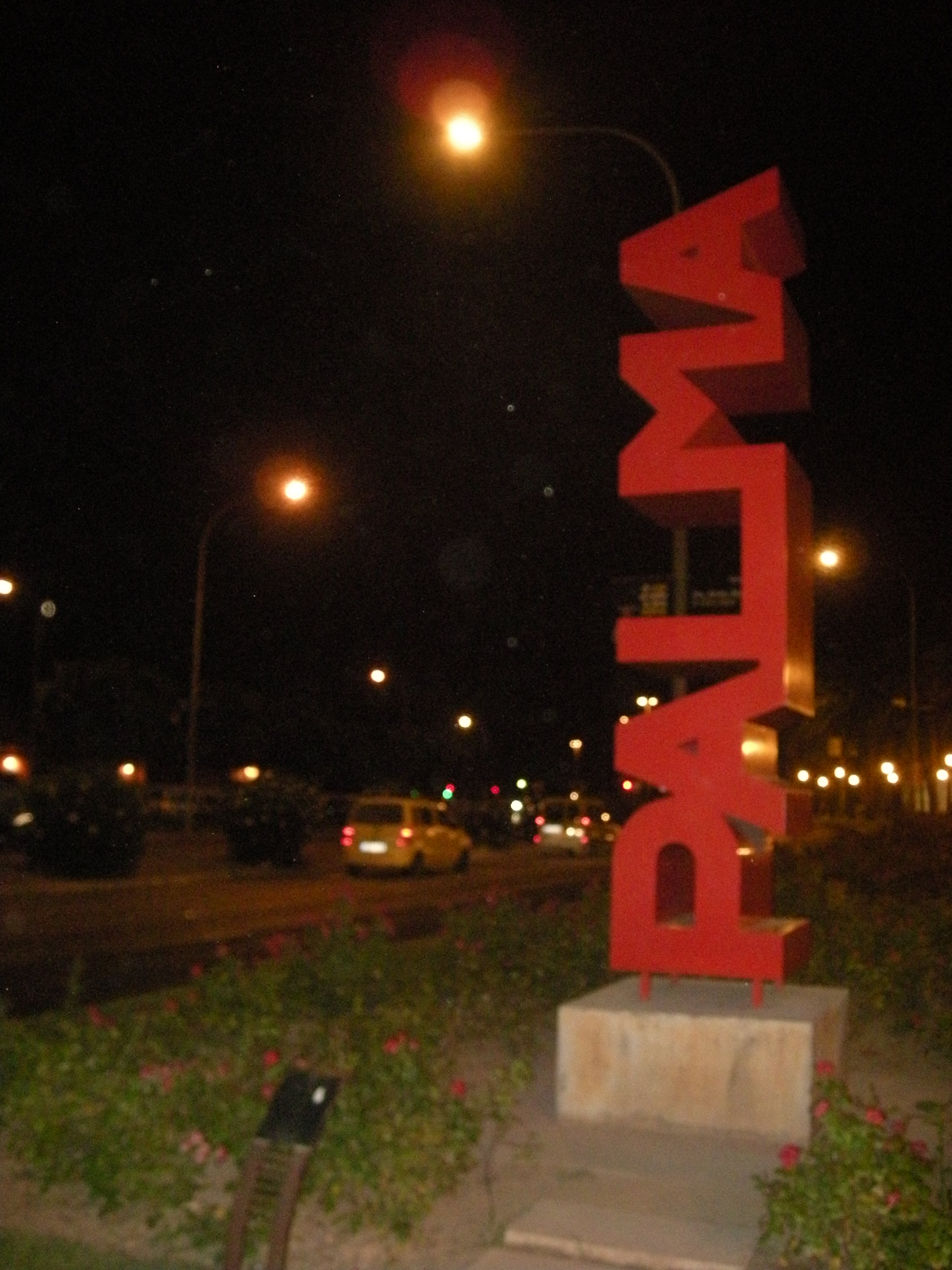
Palma (1999).

El Paseo Sagrera (en catalán Passeig Sagrera) es una calle, de unos quinientos metros de longitud aproximadamente, situada en la ciudad de Palma de Mallorca, capital de las Islas Baleares, en España. Fue construida en 1910 con motivo de la Exposición Regional de Baleares. Se extiende desde el inicio de la avenida de Antonio Maura —junto al Muelle Viejo— hasta el torrente de la Riera. En este paseo se encuentra la Lonja de Palma de Mallorca, obra gótica del arquitecto que da nombre a la calle, Guillem Sagrera.

## Historia
Sus orígenes se remontan a principios de 1873, cuando Estanislao Figueras, presidente de la Primera República Española (1873-1874) y Jefe de Estado en aquel momento, autorizó el derribo de parte de la muralla de Palma de Mallorca que daba al mar. En los escasos terrenos ganados no había espacio suficiente ni como para construir un edificio, por lo que durante más de treinta años dichos terrenos no fueron más que un simple descampado. La noche del 23 al 24 de junio de 1910, con motivo de la Exposición regional de Baleares, el arquitecto Gaspar Bennazar decidió darles una sorpresa a los palmesanos. Se presentó en la explanada junto a doscientos hombres, que trabajaron durante toda la noche. Al amanecer, lo que varias horas atrás eran unos desmontes ahora aparecía como un precioso paseo junto al mar con sus farolas y sus bancos. Habían construido el Paseo Sagrera.
Cabe mencionar que a priori de la construcción del paseo, el espacio que ocupa ya era constituía una vía —aunque de una importancia mucho menor— de la ciudad. A lo largo de los siglos, este espacio recibió el nombre de Aduana, Corté Nou, Puerta del Muelle, San Telmo y Victigal.

## Cultura y turismo
La mayor parte del paseo es peatonal, cuenta con algunos jardines y varias terrazas. En ocasiones se celebran varios eventos como ferias y mercados. También destacan sus obras arquitectónicas, como la lonja, o sus esculturas, obras de autores como Julio Le Parc, George Sugarman, Gabriel Roca o Antoni Oliver.

### Edificios
En el paseo se encuentran tres importantes obras arquitectónicas de la capital balear. Los principales edificios que destacan son:

#### Lonja
La Lonja de Palma de Mallorca, popularmente conocida como Sa Llotja, es una de las obras maestras de la arquitectura gótica en Mallorca. Fue construida por Guillem Sagrera entre los años 1420 y 1452 y fue la sede del Colegio de Mercaderes. Exteriormente está formada por cuatro torretas octogonales de ángulo como contrafuertes y un total de diez torres menores que se corresponden con los tramos del interior. Las ventanas muestran una tracería flamígera. Las ventanas del edificio son conopiales y almenas. En el alzado, destacan las gárgolas y las estatuas situadas en lo alto de las torres. El portal principal está coronado por un arco ojival y presidido por una representación del Ángel Defensor de la Mercadería. El interior es de planta rectangular dividida en tres naves de cuatro tramos cada una, con seis columnas helicoidales con estrías que despliegan las nervaduras de la cubierta. En los ángulos interiores se encuentran los correspondientes portales de las torres, coronados por imágenes de los evangelistas.

#### Consulado del Mar
El Consulado del Mar (en catalán Consolat del Mar) es un edificio, de estilo manierista construido en 1669. En su arquitectura destaca la división en tres plantas de su fachada. Fue sede de una institución jurídico-mercantil medieval homónima formada por un prior y varios cónsules cuya jurisdicción era similar a los actuales tribunales mercantiles. Estaba extendida por todo el Mediterráneo. Desde 1983 es la sede de la presidencia del Gobierno de las Islas Baleares.

#### Puerta Vieja del Muelle
Era una de las ocho puertas de las antiguas murallas de la ciudad, originalmente estaba situada junto a las aduanas del Muelle Viejo —de aquí su nombre— y constituía el principal acceso a la ciudad por vía marítima. Cuando las murallas fueron derribadas en 1902, se trasladó a la actual ubicación. Tan solo se conserva el arco de entrada, ya que las dos torres cilíndricas que la rodeaban fueron destruidas. Artísticamente hablando se sitúa en el Manierismo y data de 1620. Es obra de Antoni Saura y Jaume Blanquer.

### Esculturas
Las principales esculturas que destacan en el Paseo Sagrera son:

#### Ramon Llull
Es una talla de más de tres metros de altura que representa a Ramon Llull, con larga barba, de pie, con un libro en su mano izquierda y con una pluma en la derecha. La figura se levanta sobre un pedestal de piedra en la que figuran inscripciones en cada uno de sus cuatro lados. En uno de ellos aparece el escudo de la ciudad junto a la siguiente inscripción: «La Ciudad de Mallorca a Ramon Llull». En los tres lados restantes aparecen varios fragmentos de sus principales obras en las tres lenguas en las que escribió, catalán, latín y árabe. La escultura fue realizada en el año 1967 por el escultor Horacio de Eguia y está situada al principio del paseo.

#### Rubén Darío
Es una escultura de mármol creada por el escultor mallorquín Antoni Oliver en 1951. Sobre un monolito con tallas se encuentra el busto del poeta nicaragüense Rubén Darío. En la parte inferior de la escultura hay una inscripción en mayúsculas hecha con pequeñas letras de bronce que dice así: «A Rubén Darío». El poeta pasó una temporada en la isla, más concretamente en Valldemosa, por ello en 1950 el entonces cónsul de Nicaragua (Antonio Carlos Vidal Isern) solicitó que se erigiese un monumento en su memoria.

#### Gavina
Gavina es el nombre de una escultura de hierro pintado de dimensiones 240 x 210 x 220 cm. Está situada entre los paseos Sagrera y Marítimo. Tiene forma de gaviota (Laridae), de ahí su nombre, dado que «gavina» es gaviota en catalán. Fue diseñada por Gabriel Roca, aunque construida por los operarios de la Junta del puerto.

#### El Geni de les illes
El Geni de les illes (El Genio de las islas) fue esculpida en 1986 por Luisa Granero. Está hecha de bronce y piedra y se hizo para conmemorar el centenario de la Cámara de comercio. Está formada por una figura femenina en una postura un tanto extraña, como de danza, sobre una peana de piedra. Sostiene en su mano derecha una llama que, pese a que sus cabellos y ropa aparecen movidos y estirados por un viento o un movimiento rápido, se mantiene verticalmente inamovible. En su estirado brazo izquierdo lleva una corona de laurel.
En la peana aparece una inscripción: «El genio de las islas a todos los que con su iniciativa y trabajo en el comercio, la industria y la navegación han contribuido al progreso y la prosperidad de nuestras islas. La Cámara en su primer centenario 1886 - 1986». En la parte opuesta está la misma inscripción en catalán y a cada lado el escudo de la Cámara de Comercio, Industria y Navegación de Mallorca.

#### Negro y blanco horizontal
Negro y Blanco horizontal fue creada entre los años 1993 y 1999 por el escultor norteamericano George Sugarman. Está situada al final del paseo, junto al baluarte de San Pedro y, como su nombre indica, está pintada en dos colores. Sus medidas son 173 x 400 x 173 cm. Fue adquirida por el ayuntamiento de Palma de Mallorca con motivo de la Universiada de 1999.

#### Palma
Palma es una obra del escultor Pep Llambias creada en 1999 con acero corten, pintura y laca. Sus dimensiones son 350 x 70 x 70 cm. Se caracteriza por ser una escultura de tipo pop art que utiliza el lenguaje como base y un color llamativo que capte la atención. Fue adquirida por el ayuntamiento con motivo de la Universiada de 1999.

#### Sin nombre
Sin nombre es una obra del argentino Julio Le Parc creada en 1999 en mármol de Carrara. Sus dimensiones son 300 x 50 x 117 cm. Al igual que todas las obras de Le Parc está se caracteriza por ser cinéticas. Fue adquirida por el ayuntamiento con motivo de la Universiada de 1999.